# Papiro 83
El Papiro 83 (en la numeración Gregory-Aland) designado como {\displaystyle {\mathfrak {P}}}83, es una copia antigua de una parte del Nuevo Testamento en griego. Es un manuscrito en papiro del Evangelio de Mateo y contiene la parte de Mateo 20:23-25,30-31; 23:39-24:1,6. Ha sido asignado paleográficamente al siglo VI.
El texto griego de este códice es probablemente mixto. Kurt Aland la designó a la Categoría III de los manuscritos del Nuevo Testamento.
Este documento se encuentra en la biblioteca de la Universidad Católica de Lovaina (P. A. M. Khirbet Mird 16, 29), en Lovaina.